# 八國聯軍
八國聯軍（英語：Eight-Nation Alliance）是指1900年（清光绪二十六年）6月21日慈禧太后以光绪皇帝的名義发布《宣战诏书》後，以保護被義和團運動威脅的僑民、宣教士為由，發動军事行动對抗清朝军队及義和團而組成的英國、美國、法國、德國、俄國、日本、奥匈帝国、意大利八国联合军队。
八國聯軍軍隊的人數最早是三萬人，後來增至約五萬人。

## 历史背景
1894年清朝甲午战争战败，1895年和日本簽訂《馬關條約》，除了巨额赔款，更向日本开放通航通商，各国工业品、传教士借机大量涌入，对中国传统的手工经济形成冲击。
1897年11月1日山東省曹州府鉅野縣发生曹州教案，虽未查明凶手，但1897年11月14日德军借此强占胶州湾，俄罗斯、英国、法国和日本等列強亦随即武装争夺殖民地，驱逐当地清朝官员，並傳播基督教以巩固殖民地，清政府未能作出有效反制。
1898年梅花拳拳師趙三多首次提出「扶清滅洋」的口號。
1899年10月17日，朱红灯率团民在山東省西北的平原县发生民教冲突，平原知县蒋楷前去鎮压，18日在森罗殿与清军七百人交战，激战数小时，清军傷亡十余人，民团首次开始自称为“義和團”并广为接受，开始“扶清灭洋”活动，大舉進京“勤王”，杀害外国人及恐吓中国基督徒，攻击外国使馆和机构，燒教堂破坏捣毁洋行與售卖洋货的商铺，並攻進天津租界，各國公使要求清廷取締義和團，但未獲回應。
1900年5月31日，義和團運動波及北京，東交民巷的各國使館多次要求“加强保护使馆”，并藉此要求在北京驻军。清廷要求各使馆人员暂离京回避，各国不允，清廷反而被迫允许英、俄、法、美、意、日六國從天津派海軍官兵及陸戰隊，共349人登岸，乘火車於當晚抵京。6月3日，德、奧又派兵83人至京。
6月10日，北京使館對外通訊斷絕，各國駐天津領事及海軍將領召開會議後，決定在清朝许可的军队之外，組成约2000人治安聯軍，由英國海軍中將西摩爾率领於次日乘火車前往北京。此时北京東交民巷各使館圍牆外開始築起防禦工事，由英國特命全權公使竇納樂負責指揮守衛。使館區內被圍者約三千人，當中二千人為尋求保護之華人，外國男性400人，女性147人，兒童76人。保護使館的包括409名外國海軍官兵及陸戰隊員，配備三挺機關槍及四門小火炮。使館內有足夠水井及糧食。英使館內更有小馬150匹可供使用。
6月11日，前往接应西摩爾的日本駐清使館書記杉山彬被剛調入京的甘軍所殺，被開腹剖心，並遭馬蹄踏屍。
6月11日，西摩爾率領之聯軍二千餘人，從大沽出發，經天津，欲进入北京。6月12日，義和團为應對外來者，拆毀天津到北京的鐵路，与清军董福祥、聂士成部隊联合作战在廊坊和楊村之間，包圍擅自闯入的聯軍。數千團民及二千名清軍（聶士成指揮之武衛前軍）在廊坊阻滯聯軍入京，偷襲中聯軍死傷三百余人，义和团死伤人数不详。
6月14日，德國驻华特命全權公使克林德在京率軍攻擊圍聚在使館周圍的義和团民，下令見義和团民杀无赦，擊斃約30人。
6月15日晚，天津义和团决定以400余人开始攻進天津租界「紫竹林」。
6月16日，天津租界對外電報中斷。各國海軍將領決定佔領大沽口炮台。17日留守大沽口清军击沉六艘军舰，杀敌两百余人后，守将罗荣光中弹陣亡，炮台失守。同日，慈禧召開御前會議，發出解散義和團民的上諭，試圖緩和局勢。
6月17日，慈禧收到一則錯誤情報，其中表示洋人不肯离京暂避，而以保卫使馆名义向北京大举派兵，亦为逼她歸政光緒帝；於是態度一百八十度轉變，命留守派載勛任步軍統領，會剛毅、載漪、載濂、載瀾等親貴統領義和團。在此前后，日本使馆书记生，在前往永定门接应西摩尔联军时，被清兵以当作间谍的理由处死。
6月20日，德驻华公使克林德代表各国前往清廷总理府衙门，要求保护使馆区，途中被清军神机营军官恩海伏击杀死。

## 過程
1900年6月21日，慈禧太后以光绪帝的名義，正式公布「宣战诏书」，战争爆发。诏书號召全國軍民抵抗外國侵略者；同時，還以銀兩懸賞捕殺洋人：“殺洋人一賞五十兩、洋婦四十兩、洋孩三十兩”。義和團及官軍（主要為榮祿手下之甘軍）開始圍攻使館區。慈禧宣战后，俄、英、德、美援军数千人，闯入天津海河西岸紫竹林租界，对天津城及其外围发动进攻，义和团投入天津保卫战。董福祥率义和团一部进攻老龙头火车站，毙伤俄军500余名（一说112人），张德成率义和团及清军一部围攻紫竹林，以“火牛阵”踏雷区，冲入租界。聂士成部清军坚守城南海光寺一带。7月9日，八里台一战，聂士成身中7弹陣亡。
7月14日，联军以伤亡900余人（一说882人）的代价攻陷天津。守将聂士成曾镇压义和团，一直与团民有矛盾，认为其无组织纪律是拳匪，而團民則被聶派上前線，遭聯軍機槍掃射，撤回時又遭聶軍機槍掃射，死傷慘重，导致在聂阵亡后偷袭其部后方。

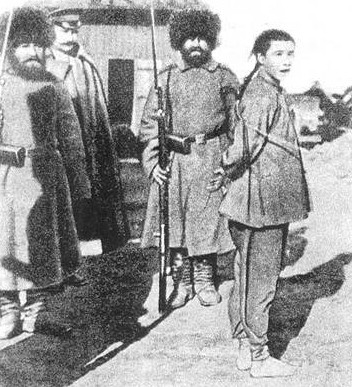
海兰泡惨案中，俄罗斯人绑缚中国人准备屠杀

7月16日，俄罗斯沙皇尼古拉二世制造海兰泡惨案，居住在海兰泡的数千名中国人被俄罗斯军队杀害，泅水逃生的不到百人。17－21日，俄军又先后将江东六十四屯居民万余人赶至黑龙江边枪杀或用斧头砍死，剩下的跳入黑龙江，只有极少人泅水得生。8月28日，俄军攻占齐齐哈尔，黑龙江将军寿山自杀；9月22日，占领吉林，28日，占领辽阳；10月1日，进入盛京（沈阳）。
8月14日凌晨，联军两万余人来到北京城外，发起攻打北京，进攻东便门、朝阳门、东直门，袁世凯为了保存实力，避而不战。8月中从天津进至北京的部队其实只有七国（当中两国只为象征式的掌旗兵）约一万六千人。分别为：日军八千人，俄军四千八百人，英军（主要由印度人组成，还包括香港及威海卫华人）三千人，美军二千一百人，法军八百人（主要由越南人组成），奧军五十人，意军五十三人。董福祥率甘军在广渠门与英国军队作战，下午2时，广渠门被攻占，董后撤至东便门、朝阳门、正阳门一带继续抵抗，击毙沙俄军团长安宁科夫。法国人佛甫愛加來、施米儂所写的《庚子中外戰紀》记载，董是保卫北京最为奋勇的一支部队。董亲自提刀在正阳门督战，正阳门四层箭楼被大炮长时间轰击为两层。董部分嫡系部队在保卫正阳门时战死，包括马福禄及其堂弟马福贵、马福全、侄子马耀图、马兆图，汉族、回族、撒拉族兵勇共三百余人。最后董從彰儀門撤走，余部有人纵马劫掠。
8月15日，联军进抵北仓，受到清军马玉昆、呂本元等部及李来中所部义和团阻击但最终攻占北仓。联军付出死伤635人（一说400余人。其中日军近300人），毒气炮（“列低炮”）也被击毁。英军率先由广渠门破城而入。14日，北京失陷。至15日当晚，联军已占领全城；在董福祥护卫下，慈禧、光绪和亲贵大臣仓皇离京，途中慈禧指定李鴻章为与列强议和全权代表。
9月，德国陆军元帅阿尔弗雷德·冯·瓦德西出任联军总司令赴華。德军在北京陷落之后两个月才到达中国。
10月中旬，德军统帅瓦德西率兵3万来华，攻占保定、张家口等地。但法、德联军在侵犯井陉、娘子关一带时，受到清军刘光才部的阻击后败退。八国联军大舉增兵，全力清剿义和团，清军配合清剿。由京、津出兵，分攻山海关、保定、正定等地，甚至进入山西境内。
11月，俄罗斯要求奉天将军增祺签订《奉天交地暂且章程》，要求把军事占领合法化，把俄罗斯独占东三省以法律形式固定下来，因遭清政府及列强反对而作废。但俄罗斯一直拖延撤军，实质控制东北，直到日俄战争结束。俄罗斯得到大量中国东北的金矿、煤矿和森林资源。
12月22日，英、俄、德、美、法、日、意、奧以及西班牙、荷兰、比利时等十一国公使联合向奕劻、李鸿章递交《议和大纲》十二条。清政府于27日同意接受。
1901年1月15日，奕劻、李鸿章在《议和大纲》十二条上正式签字画押。2月21日，慈禧太后接受了列强要求处死的十二人名单，即载漪、载澜、载勋、英年、赵舒翘、毓贤、启秀、徐承煜、徐桐、刚毅、李秉衡、董福祥等；到4月，列强要求严惩的地方官员，共达142人之多。
1901年5月11日，奕劻、李鸿章照会列强公使，接受四亿五千万两赔款总额的要求。5月23日，德皇威廉二世电召瓦德西回国，并转告各国政府，取消他所担任的联军总司令职务。5月26日，慈禧太后照准各国赔偿四億五千萬两，四厘息。
1901年8月8日，八国联军从北京撤退完毕。
1901年9月7日，总理外务部事务和硕庆亲王奕劻和文华殿大学士北洋大臣直隶总督李鸿章，代表清廷与八國签订《辛丑条约》十二款及其十九个附件。条约规定：中国赔银四亿五千万两；北京使馆区及北京至山海关铁路沿线交由外国驻军；禁止中国人民组织反對洋人组织等。

## 组织

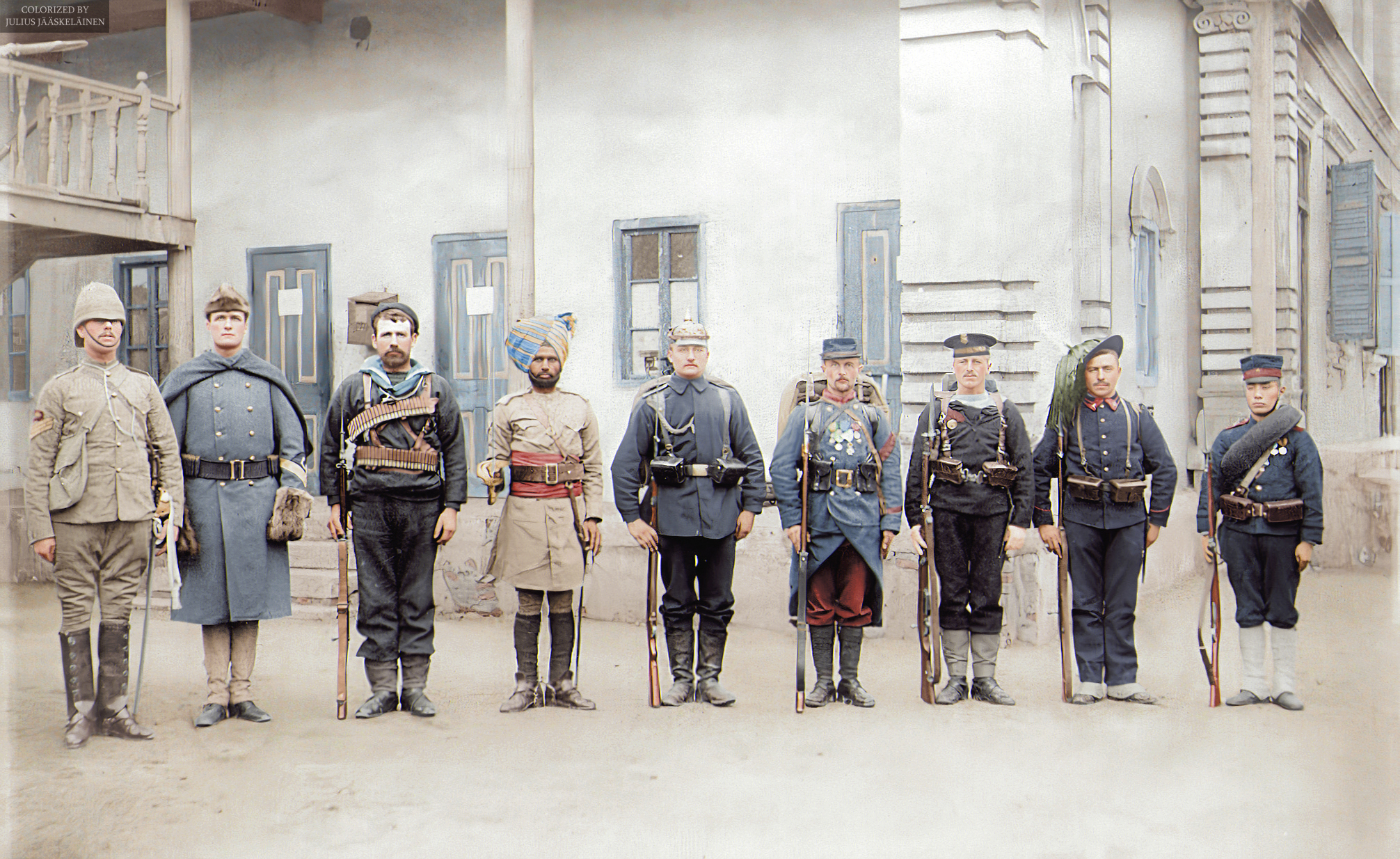
1900年八国联军士兵（从左到右：英国、美国、英属澳大利亚、英属印度、德国、法国、奧匈帝國、意大利、日本） (Note: 该照片没有俄国士兵)

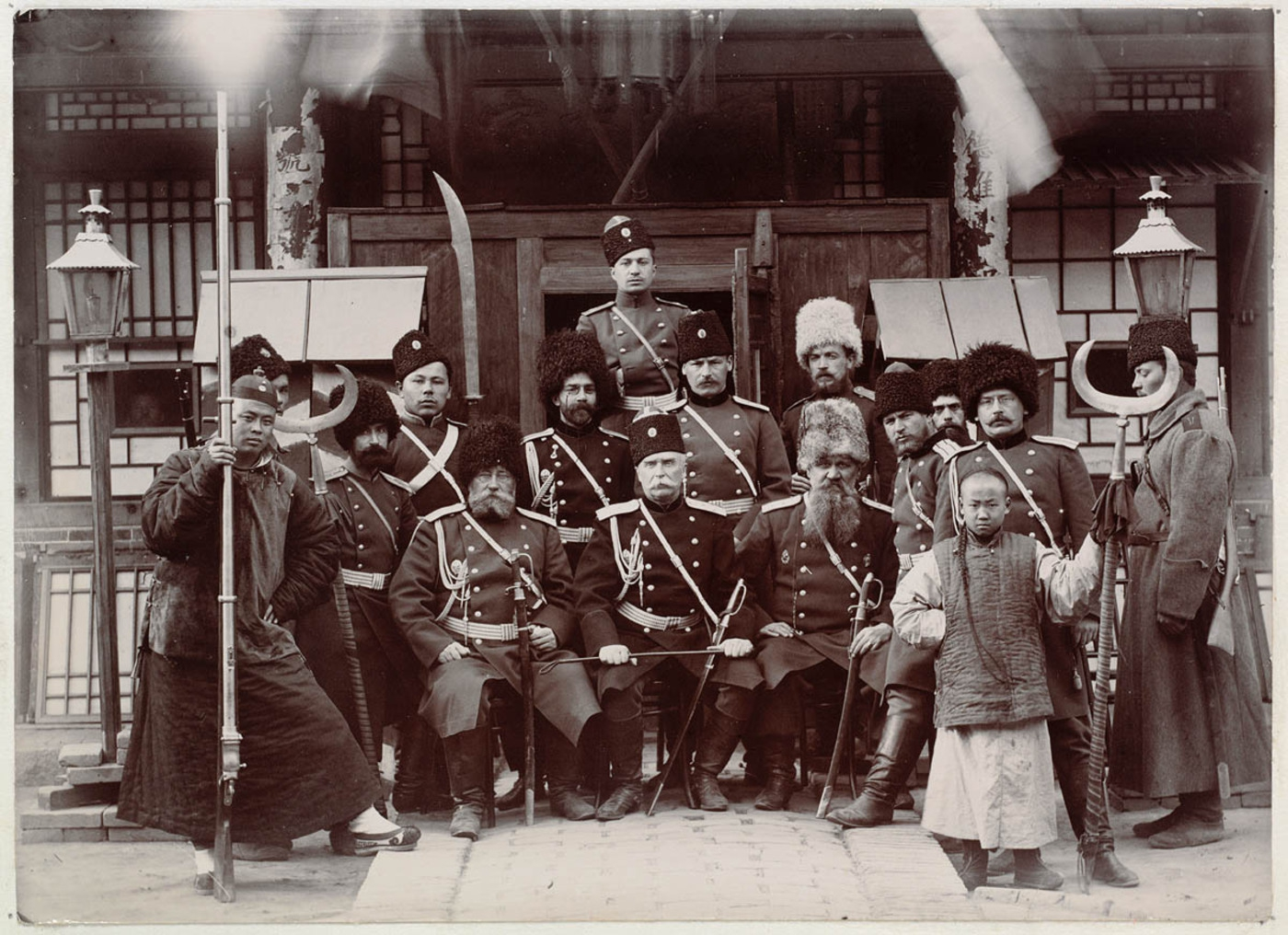
俄罗斯士兵

日本士兵

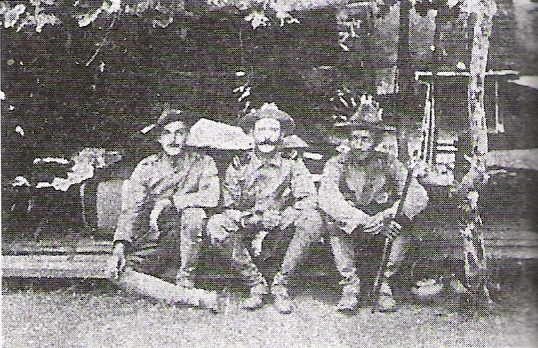
美國士兵

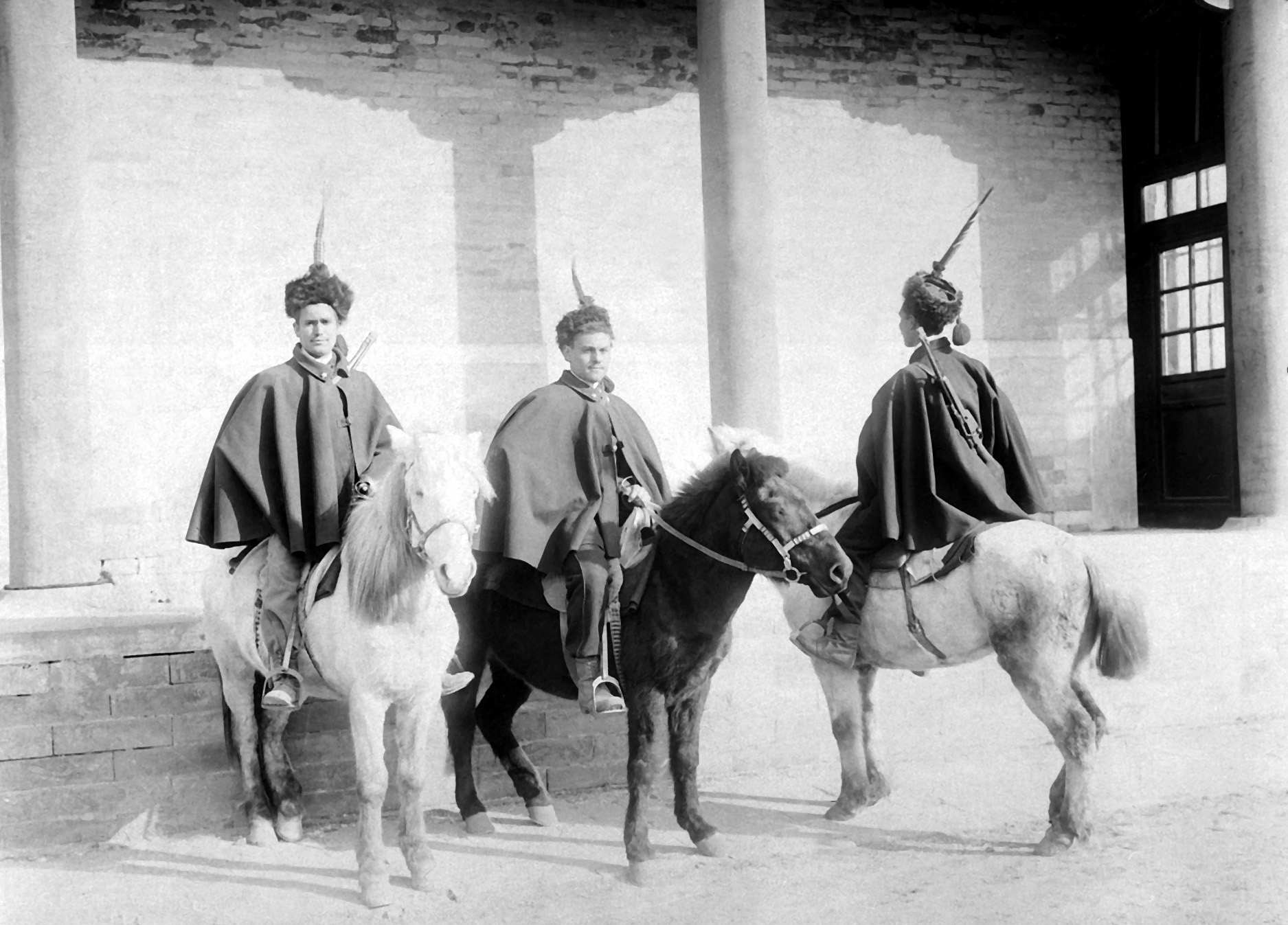
意大利步兵乘馬像

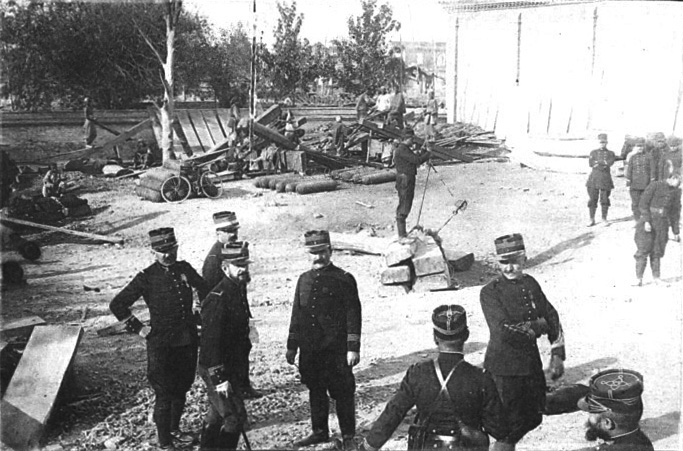
几名法国指挥官

### 指挥

#### 總司令
- 第一任：英國海軍中將愛德華·霍巴特·西摩爾
- 第二任：德國陸軍元帥阿爾弗雷德

#### 各國軍隊指揮官
- 英軍：
  - 遠征隊：爱德华·霍巴特·西摩尔、阿爾弗雷德·蓋斯利
  - 公使館：竇納樂
- 德軍：阿爾弗雷德·馮·瓦德西
- 法軍：弗雷（法语：Henri-Nicolas Frey）少將（Henri Nicolas Frey）
- 日軍：福島安正
- 俄軍：
  - 滿州地區：亞歷克塞·庫羅帕特金
  - 遠征隊：葉夫根尼·伊萬諾維奇·阿列克塞耶夫、尼可拉·連納維奇
- 美軍：阿德納·查菲、艾默森·里斯肯（英语：Emerson H. Liscum）
- 軍：費德里科·托馬斯·保利尼（義大利語：Federico Tommaso Paolini）
- 奧軍：格奧爾格·馮·特拉普

### 兵力
日軍20,840人、俄軍13,150人、英軍12,020人、法軍3,520人，美軍3,420人、德军900人，奧軍596人，意軍2,580人。
| 國家             | 軍艦（艘） | 海軍陸戰隊（人） | 陸軍（人） |
| ---------------- | ---------- | ---------------- | ---------- |
| 大日本帝國       | 18         | 540              | 20,300     |
| 俄羅斯帝國       | 10         | 750              | 12,400     |
| 大英帝國         | 8          | 2,020            | 10,000     |
| 法蘭西第三共和國 | 5          | 390              | 3,130      |
| 美國             | 2          | 295              | 3,125      |
| 德意志帝國       | 5          | 600              | 300        |
| 奥匈帝国         | 4          | 296              | 300        |
| 義大利王國       | 2          | 80               | 2,500      |
| 总计             | 54         | 4,971            | 51,755     |

## 影响

### 内政
- 八國聯軍直接造成義和團被消滅，以及京津一帶清軍的潰敗，迫使慈禧太后挾光緒帝逃往陝西西安；最終清廷被迫與包含派兵八國在內的十一國簽訂《辛丑条約》，付出賠款，簽条约允许各国在北京驻军及构筑永久要塞。
- 清朝政府付出庞大的赔款，后来美国向清政府减少约1千万两白银的赔款，退款主要用于清朝向美国派遣公费留学生，清华大学也是在这样的背景下建立，美国的两次退款，产生很大的国际影响，加上第一次世界大战后，中華民國也是战胜国，因此停止对战败的德、奥赔款支付；各国都表示愿与中華民國“友好”，以便用和平的办法维护和扩张其在华利益，所以都紧跟美国的腳步，其中英、日、荷三国将庚款余额修改偿付办法，一方面间接促进中国向西方学习的进程，另一方面，加强列强对中国的控制，另外，俄国十月革命胜利后，苏俄於1920年宣布放弃俄国部分的庚款余额。
- 東南互保：慈禧太后發佈宣戰詔書後，兩廣總督李鴻章、兩江總督劉坤一、湖廣總督張之洞、閩浙總督許應騤、山東巡撫袁世凱、安徽巡撫王之春、廣東巡撫德壽等督撫，在東南各省違抗「與列強開戰、支持義和團」的命令，私下和列強達成了和平協議。东南各省督抚自行宣布中立，从此清中央政府权威低落，汉族权臣抬头，客观而言，八国联军加速清朝的灭亡。

### 外交
- 八国联军之役後，主事义和团虽已被报复，外国人安全问题也已解决，但各国藉口防止排外事件再度發生，遂把北京分成不同的占领区駐軍，[註 4]实行军事统治。日占区还设立“安民公所”，德占区设立了“华捕局”。
- 俄占滿洲：俄國因為西伯利亞鐵路已過半完工，趁機在八國聯軍時派出20萬大軍占領中国东北地区，並拒絕履行辛丑和約的撤軍條款，展現出永久占領東北的企圖。因為史無前例的龐大俄軍及稱雄亞洲的先進武器出現在東北亞（後來俄軍又增至四、五十萬），使俄國實質上成為東亞第一軍事強國，打亂了列強勢力均衡的地緣格局，英國遂在1902年結日抗俄（英日同盟）、鼓動日軍發動1904年的日俄戰爭。俄軍佔東北也再次提升清朝严重的民族危机：民間發起抵制俄貨運動、斥責俄國的違法違約，而清廷也在失地賠款的巨大壓力和顏面盡失的背景下，強化改革西化的決心及行動。

### 经济
八国联军军事行动，以清政府与总共十一个国家签订《辛丑条约》为终。其中规定清政府赔款白银4亿5千万两，分三十九年付清（这样巨额的赔款是紧接着《马关条约》向日本赔款白银两亿两之后，可谓雪上加霜。中国这时战争不断，内忧外患，早已国库空虚，国民总产值低落，要付清4.5亿的战争赔款只有分期偿还，并且还向有关各国银行借债还贷用以支付赔款），被称为庚子赔款。为了从经济、政治和军事等方面加强了对清政府的控制。《辛丑条约》规定，以海关税及盐税作为偿还赔款之用，但这两项税收为清朝政府最主要的一项财政收入。控制海关就基本上能够左右中国财政。赔款共分39年才还清，本息共计9.8亿两白银，翻一倍多，也使得中国在后来的几十年中的经济跌入低谷，在很长一段时间内翻不了身，经济实力极度落后。

## 研究書目
- 相藍欣：《義和團戰爭的起源》（上海：華東師範大學出版社，2003）。
- Kenny Shao：《八国联军乃正义之师》 （页面存档备份，存于）
- 劉淇昆: 《八國聯軍乃正義之師》 (台灣：時報出版, 2021) （页面存档备份，存于）